# Castrillo de Cabrera
Castrillo de Cabrera is een gemeente in de Spaanse provincie León in de regio Castilië en León met een oppervlakte van 115,87 km². Castrillo de Cabrera telt 134 inwoners (1 januari 2016).

## Demografische ontwikkeling
Bron: INE, 1857-2011: volkstellingen